# Ma-hi-đà
Ma-hi-đà (zh.摩 呬 陀; si,pi.Mahinda) Cao tăng Phật giáo thế kỉ thứ 3 trước Công nguyên, con trai của A-dục vương (si: aśoka), sinh năm 279 TCN. Năm 250 trước Công nguyên, ông dẫn đầu phái đoàn đi Tích Lan (nay là Sri Lanka) để phổ biến Phật giáo và thuyết phục nhà vua xứ này là Devànampiyatissa (Thiên Ái Ðế Tu) theo đạo. Nhà vua sau đó cho xây dựng chùa Mahāvihāra (Đại Tự) trong kinh đô Anuradhapura. Ma-hi-đà có lẽ cũng là chủ tọa của Đại hội kết tập kinh điển Phật giáo lần thứ tư tại Sri Lanka. Hiện nay Sri Lanka là địa cứ của Phật giáo Thượng tọa bộ .

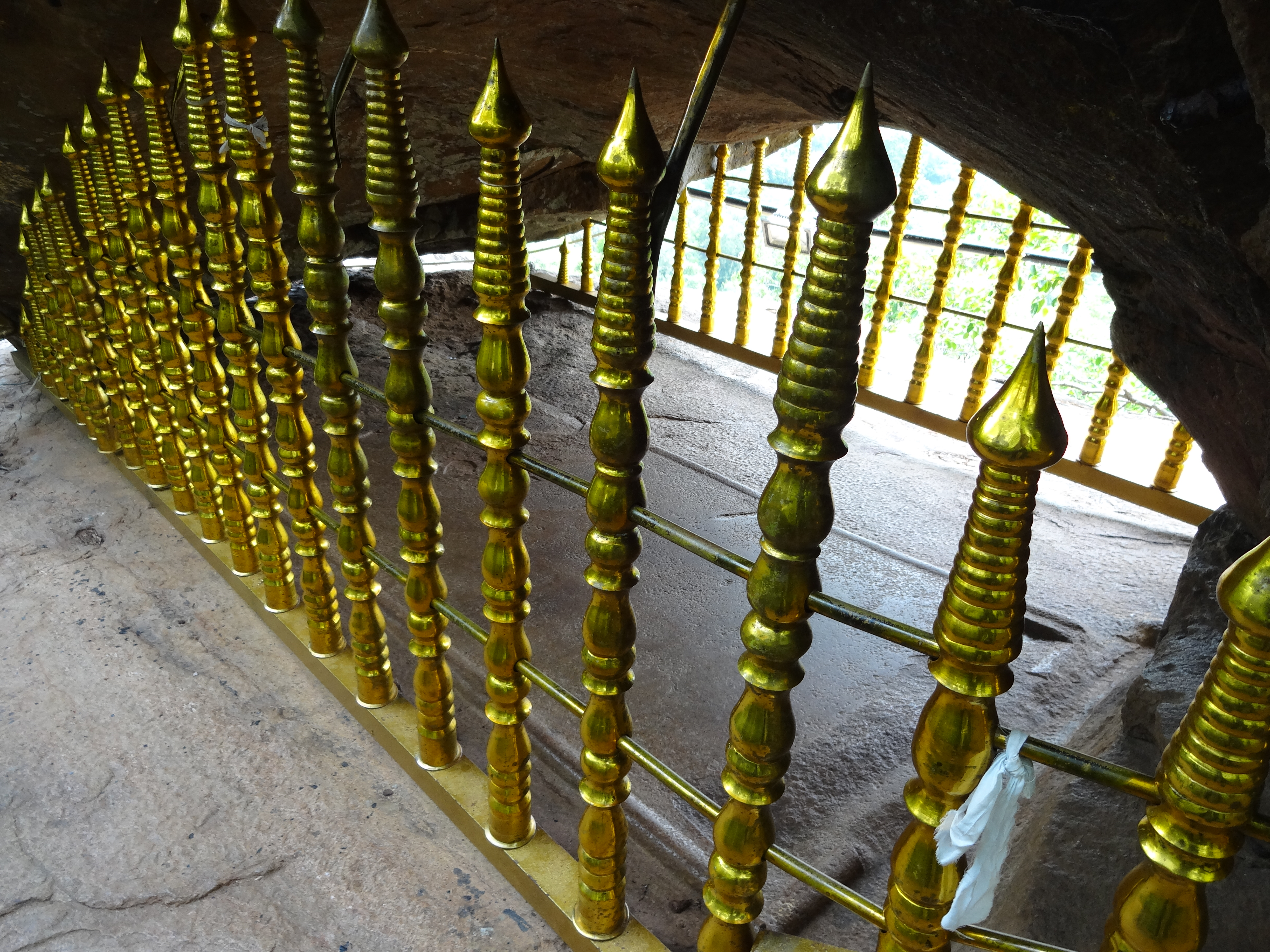
Bed of Mahinda in Mihintale

Ông chết năm 199 TCN, lúc 80 tuổi tại Tích Lan.
Ma-hi-đà cũng là anh trai của Sanghamittā (Tăng-già-mật-đa). Hàng năm vào ngày rằm tháng 11 âm lịch, Phật tử khắp nơi trong đảo quốc Sri Lanka hành lễ tưởng niệm sư cùng với em gái của ông.